# Skarbisław
Skarbisław — staropolskie imię męskie, zrekonstruowane na podstawie nazwy wsi Skarbisławice w dawnym powiecie stopnickim, złożone z członów Skarbi- ("smucić, martwić, troszczyć się") i -sław ("sława"). 
Skarbisław imieniny obchodzi 4 czerwca.